# Equitazione ai Giochi della X Olimpiade - Dressage individuale
La competizione del dressage individuale di equitazione dai Giochi della X Olimpiade si è svolta il giorno 10 agosto al Riviera Country Club in Pacific Palisades periferia di Los Angeles.

## Classifica finale
| Pos.    | Binomio            | Binomio       | Nazione     | Punti Giudici          | Punti Giudici          | Punti Giudici      | Punti Giudici      | Punti Giudici     | Punti Giudici     | P.O. | P.V.    |
| Pos.    | Cavaliere          | Cavallo       | Nazione     | Stati Uniti (bandiera) | Stati Uniti (bandiera) | Francia (bandiera) | Francia (bandiera) | Svezia (bandiera) | Svezia (bandiera) | P.O. | P.V.    |
| Pos.    | Cavaliere          | Cavallo       | Nazione     | Pun.                   | O.                     | Pun.               | O.                 | Pun.              | O.                | P.O. | P.V.    |
| ------- | ------------------ | ------------- | ----------- | ---------------------- | ---------------------- | ------------------ | ------------------ | ----------------- | ----------------- | ---- | ------- |
| Oro     | Xavier Lesage      | Taine         | Francia     | 335,50                 | 2                      | 368,50             | 1                  | 327,25            | 3                 | 6    | 1031,25 |
| Argento | Charles Marion     | Linon         | Francia     | 263,25                 | 7                      | 363,25             | 2                  | 289,75            | 5                 | 14   | 916,25  |
| Bronzo  | Hiram Tuttle       | Olympic       | Stati Uniti | 341,25                 | 1                      | 298,25             | 4                  | 262,00            | 9                 | 14   | 901,50  |
| 4       | Thomas Byström     | Gulliver      | Svezia      | 247,75                 | 8                      | 279,75             | 6                  | 353,00            | 2                 | 16   | 880,50  |
| 5       | André Jousseaume   | Sorelta       | Francia     | 276,75                 | 6                      | 316,50             | 3                  | 278,00            | 8                 | 17   | 871,25  |
| 6       | Isaac Kitts        | American Lady | Stati Uniti | 291,50                 | 4                      | 271,50             | 7                  | 283,25            | 6                 | 17   | 846,25  |
| 7       | Alvin Moore        | Water Pat     | Stati Uniti | 281,50                 | 5                      | 267,50             | 8                  | 280,00            | 7                 | 20   | 829,00  |
| 8       | Gustaf Boltenstern | Ingo          | Svezia      | 247,75                 | 9                      | 261,75             | 9                  | 324,00            | 4                 | 22   | 833,50  |
| 9       | Gabriel Gracida    | El Paso       | Messico     | 195,75                 | 10                     | 208,00             | 10                 | 197,75            | 10                | 30   | 601,50  |
| 10      | Bertil Sandström   | Kreta         | Svezia      | 298,00                 | 3                      | 291,25             | 5                  | 374,75            | 1                 | 9    | 964,00  |

1. ↑  Sandström fu retrocesso al 10 ° posto dalla Giuria di Appello per una violazione di una norma del FEI per il Dressage